# Cucullia xylophana
Cucullia xylophana är en fjärilsart som beskrevs av Charles Boursin 1934. Cucullia xylophana ingår i släktet Cucullia och familjen nattflyn. Inga underarter finns listade i Catalogue of Life.